# Logeberg
Logeberg, vormals auch Loberg, ist ein Dorf in der Gemeinde Schashagen. Es liegt im Kreis Ostholstein in Schleswig-Holstein, etwa 5 Kilometer von der Ostsee entfernt, und hat (Stand: 2023) ca. 170 Einwohner.

## Geografie
Logeberg ist ein Straßendorf an der Kreisstraße 59 zwischen Neustadt in Holstein und Lensahn. Unmittelbar im Westen des Dorfes verläuft die Autobahn A1 durch die Niederungen der Kremper Au. Ein befestigter Wander- und Radfahrweg führt über einen Arm der Au (früher Krempine genannt) und durch die Wiesen zur evangelischen Basilika in Altenkrempe. Er bildet einen Teil des historischen Mönchswegs. Das sonstige Umland des Dorfes wird zumeist als Acker oder Feld genutzt.
Im Osten Logebergs liegt der größte Wald der Gemeinde, der von einer Straße Richtung Hermannshof/Schashagen durchquert wird.
Logeberg besitzt mit dem Quellhügel westlich der Autobahn ein geschütztes Naturdenkmal.

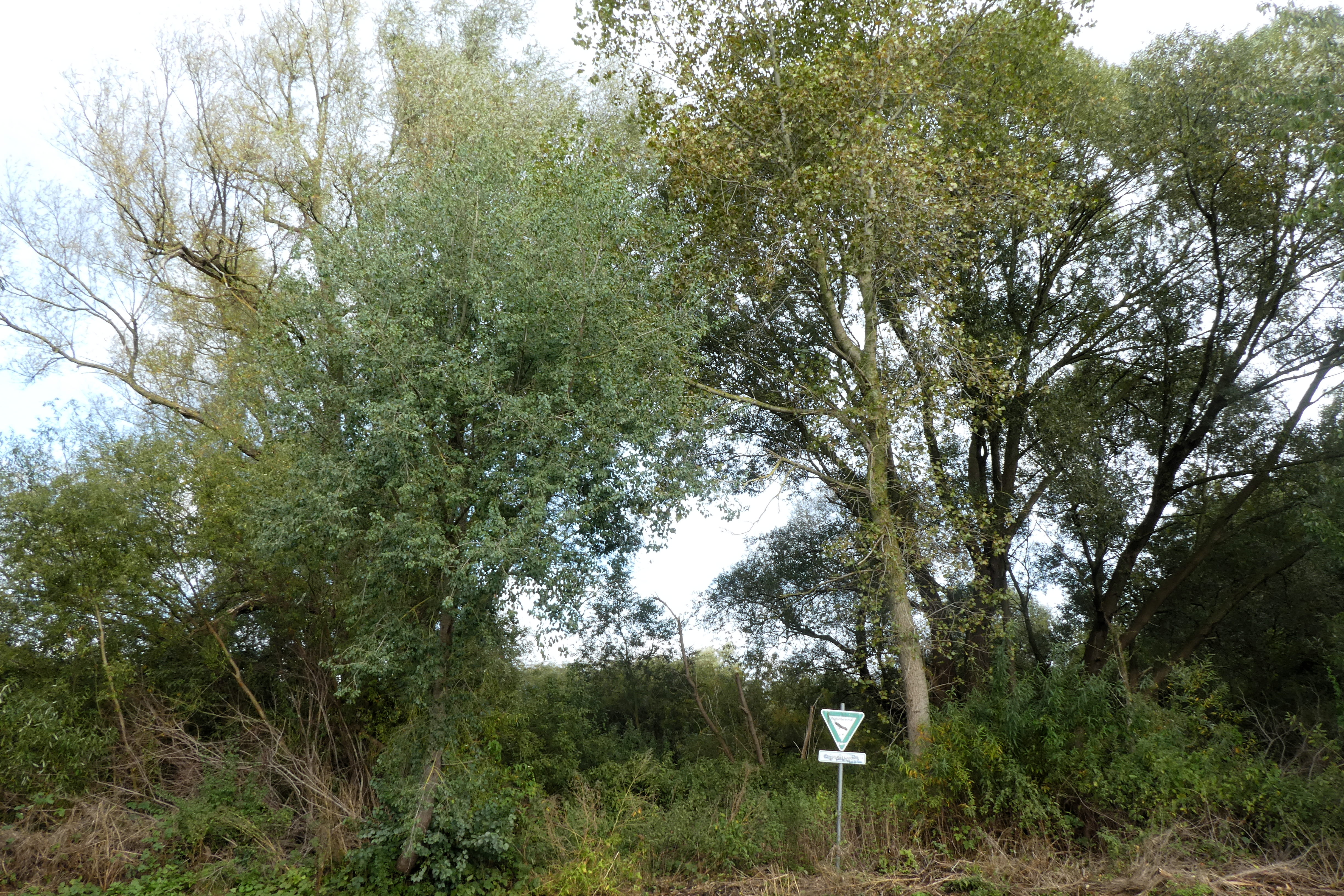
Der geschützte Quellhügel bei Logeberg

In Logeberg befinden sich mehrere Bauernhöfe, eine Zimmerei, ein Schlachtbetrieb, ein Kunstatelier im ehemaligen Fischrestaurant Aalscheune, das Feuerwehrhaus der Freiwilligen Feuerwehr Logeberg/Krummbek sowie ein Denkmal für Gefallene der beiden Weltkriege und des Deutsch-Französischen Kriegs 1870/71. Gegenüber des Denkmals liegt die ehemalige Gaststätte „Zur Doppeleiche“.
Ein ehemaliger Hohlweg zwischen Logeberg und der Neustädter Hospitalmühle wird nicht weiter genutzt.

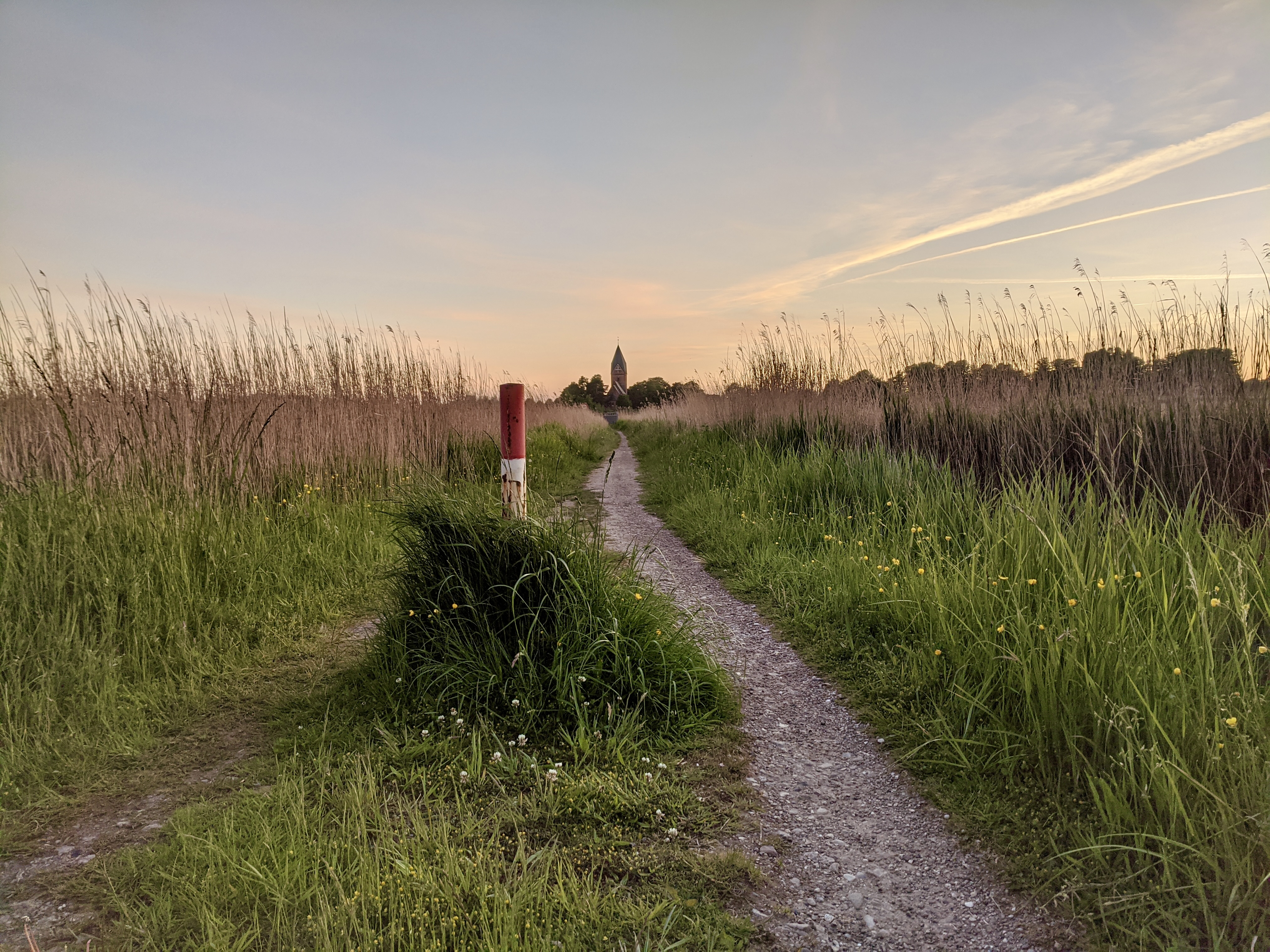
Die Logeberger nennen den Weg „Kirchsteig“ oder einfach „Steig“, da er über die Wiesen der Kremper Au zur Basilika im Nachbarort Altenkrempe führt. Der Weg ist Teil des historischen Pilgerweges Mönchsweg.

## Geschichte
Der Name Logebergs leitet sich vermutlich vom mittelniederdeutschen Lohe bzw. Loge ab, bezeichnend eine sumpfige Stelle, einen Hain, oder auch eine Lichtung. Plattdeutsch wird das Dorf auch Logebarg genannt.
In der Gegend der heutigen Kremper Au, früher Krempine genannt, siedelten slawische Stämme. Diese hielten sich auch nach der Ansiedlung von friesischen Siedlern im 12. Jahrhundert in Dörfern der Gegend, obwohl sie beträchtliche Flächen an die neuen Siedler abgeben mussten. Im 13. Jahrhundert sind durch Helmold von Bosau Siedlungen von wendischen Seeräubern an der Krempine bezeugt.
Die Existenz Logebergs ist mindestens seit 1293 als Logberge, Loberg und später als Locberghe belegt. 1316 ging das Dorf an Johann den Milden.
1476 kaufte die Stiftung des Neustädter Hospitals zum Heiligen Geist Logeberg von Elsebe zu Hasselburg. 1592 kaufte es Paul Rantzau zu Clamp, Herr des Adelsguts Brodau.
Im Lexikon der sämmtlichen Ortschaften der Deutschen Bundesstaaten von 1845 wird Logeberg auf 132 Einwohner und 15 Katen „nebst einem Wirtshause und einer Ziegelei“ beziffert.
Im Zweiten Weltkrieg befand sich in Logeberg ein Kriegsgefangenenlager. Die Gefangenen mussten Zwangsarbeit in der Landwirtschaft leisten.

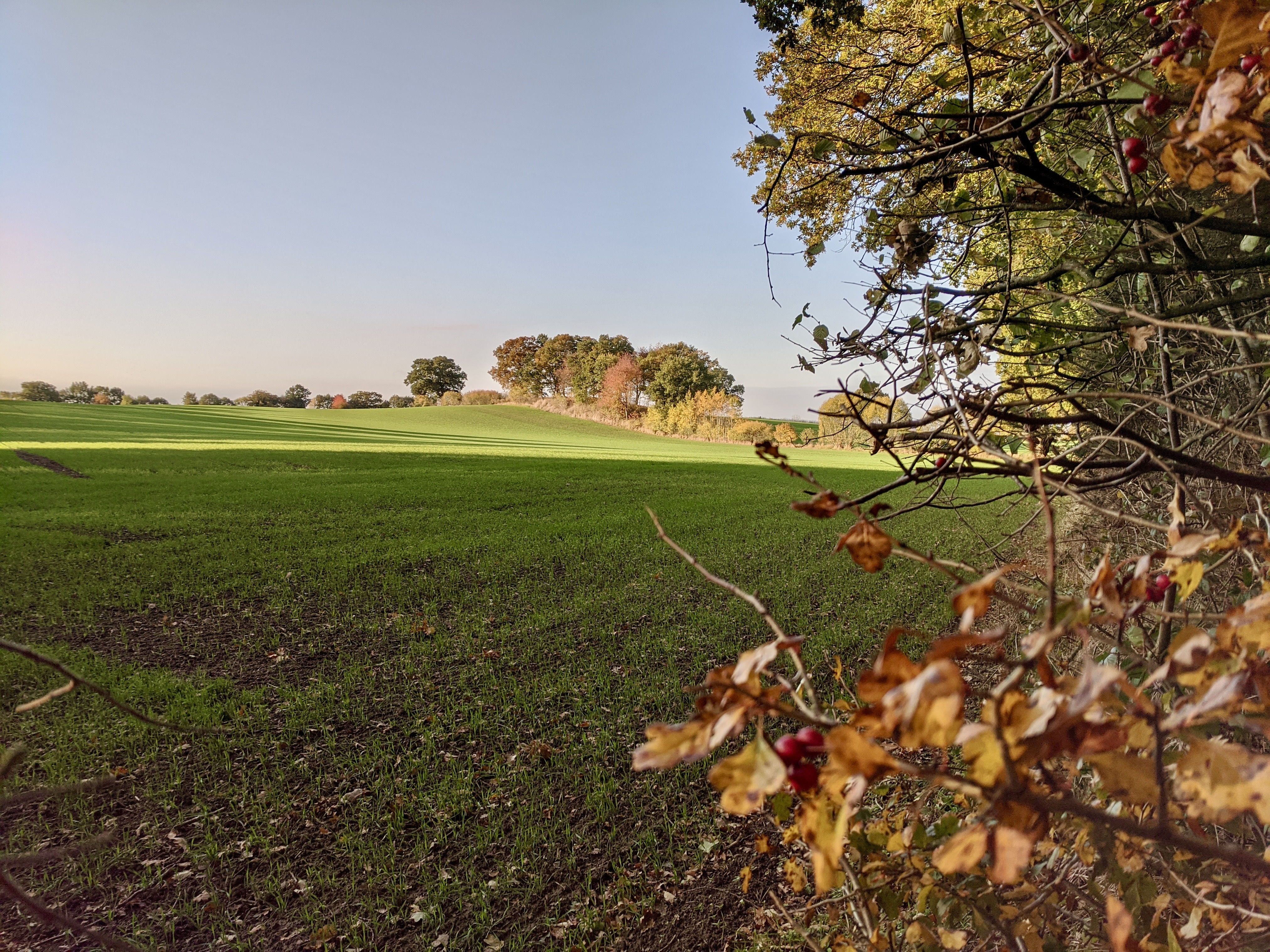
Blick über Felder und auf einen Hügel bei Logeberg, gelegentlich Fuchsberg genannt. Vom Hügel bietet sich ein Ausblick bis zum Bungsberg.

1971 wurde die einklassige Dorfschule aufgelöst.

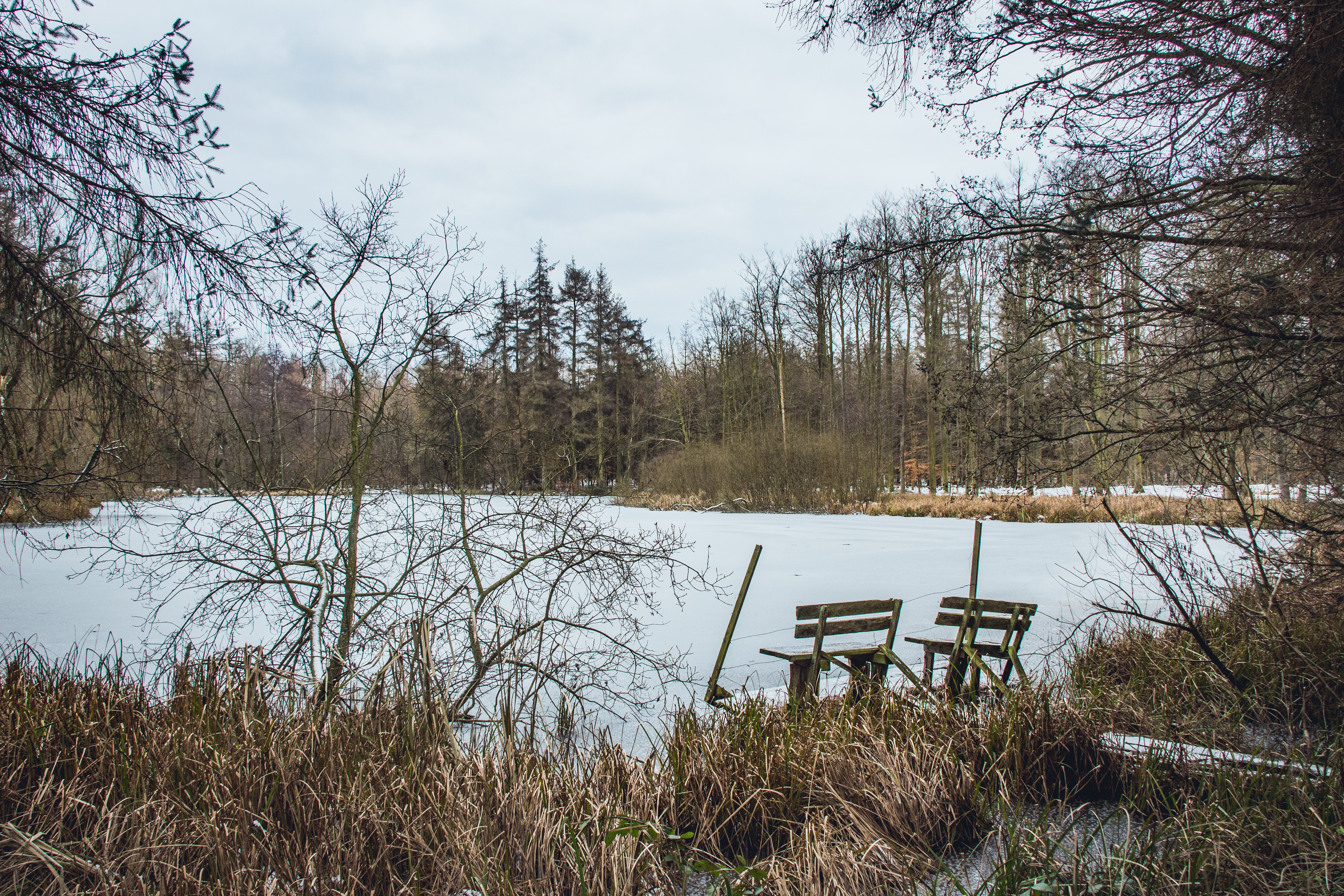
Einer von zwei Waldseen bei Logeberg im Winter

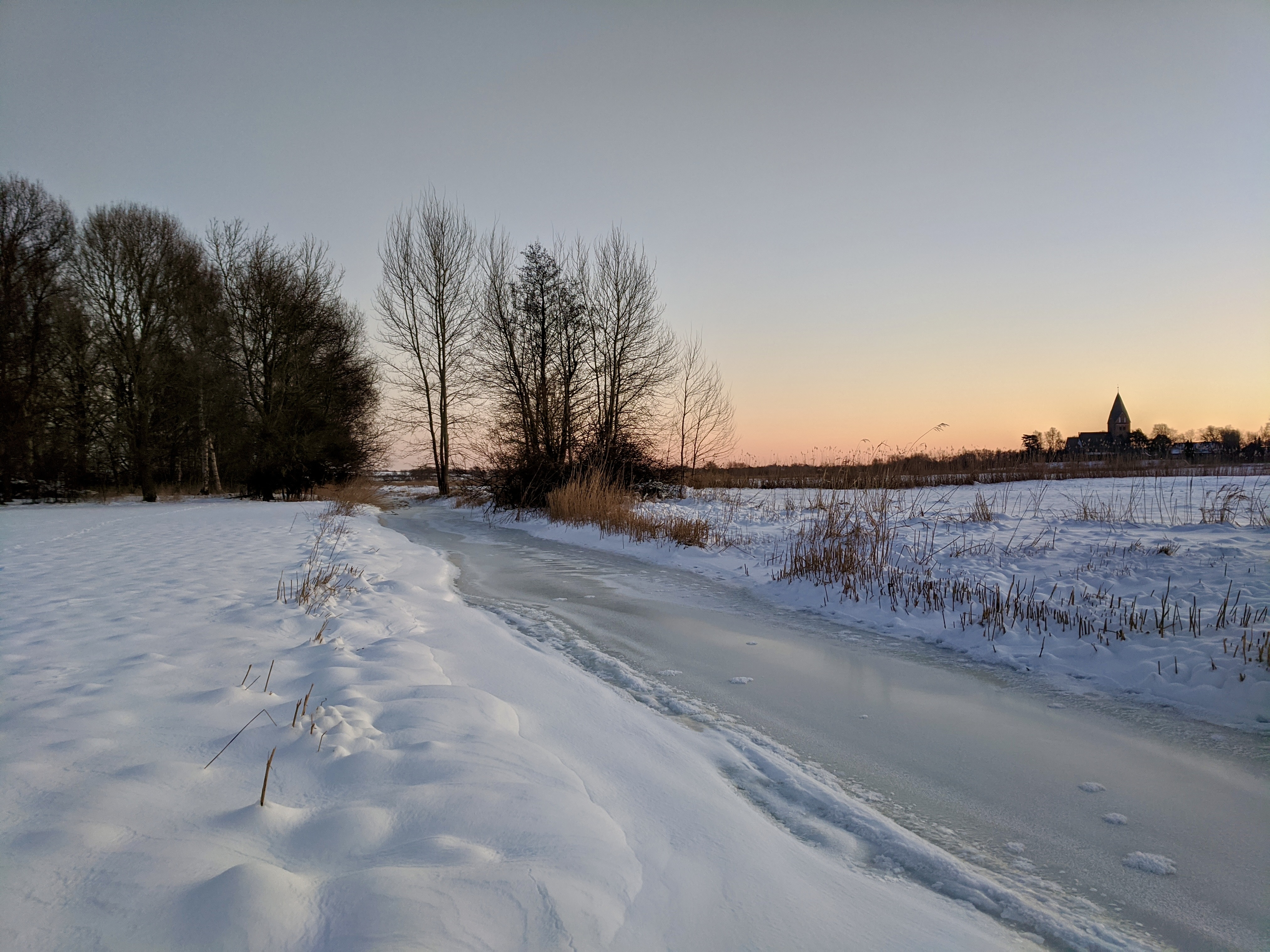
Seitenarm der Kremper Au bei Logeberg im Winter

## Trivia
Eine der historischen Namensvariationen des englischen Dorfes Luxborough in Somerset ist ebenfalls Logeberg.

## Belege
1. ↑  Johann Friedrich August Dörfer: Topographie von Holstein in alphabetischer Ordnung: Ein Repertorium zu der Karte vom Herzogthum Holstein, den Gebieten der Reichsstädte Hamburg und Lübek, und des Bisthums Lübek. Röffs, 1807, S. 191 (google.com [abgerufen am 8. Dezember 2023]).
2. ↑  Verein für Lübeckische Geschichte und Altertumskunde: Zeitschrift des Vereins für Lübeckische Geschichte und Altertumskunde. M. Schmidt-Römhild, 1911, S. 5 (google.com [abgerufen am 8. Dezember 2023]).
3. ↑  Landschaftspflegebehörde Kreis Ostholstein: Kreisverordnung über das Naturdenkmal „Quellhügel westlich von Logeberg“. Abgerufen am 8. Dezember 2023.
4. ↑  Logeberg, Gemeinde Schashagen, Kreis Ostholstein, Schleswig-Holstein. Abgerufen am 8. Dezember 2023.
5. ↑  Ansichtskarte Postkarte Logeberg Neustadt Ostholstein - AbeBooks. Abgerufen am 8. Dezember 2023 (englisch).
6. ↑  Naturwissenschaftlicher Verein für Schleswig-Holstein: Schriften des Naturwissenschaftlichen Vereins für Schleswig-Holstein. Lipsius & Tischer., 1885 (google.com [abgerufen am 8. Dezember 2023]).
7. ↑  Jahrbuch für Heimatkunde im Kreis Oldenburg-Holstein. Arbeitsgemeinschaft für Heimatkunde im Kreise Oldeburg., 1969, S. 29 (google.com [abgerufen am 8. Dezember 2023]).
8. ↑  Friedhelm Debus, Karl Puchner: Name und Geschichte: Henning Kaufmann zum 80. Geburtstag. Fink, 1978, ISBN 978-3-7705-1507-3, S. 299 (google.com [abgerufen am 8. Dezember 2023]).
9. ↑  Antje Schmitz: Die Orts- und Gewässernamen des Kreises Ostholstein. Wachholtz, 1981, ISBN 978-3-529-04353-6, S. 45, 196, 197 (google.com [abgerufen am 8. Dezember 2023]).
10. ↑  Ortsnamen Schleswig-Holstein (SASS Plattdeutsch). Abgerufen am 8. Dezember 2023.
11. ↑  Verein für Lübeckische Geschichte und Altertumskunde: Zeitschrift des Vereins für Lübeckische Geschichte und Altertumskunde. M. Schmidt-Römhild, 1911, S. 225–234 (google.com [abgerufen am 8. Dezember 2023]).
12. ↑  Verein für Lübeckische Geschichte und Altertumskunde: Zeitschrift des Vereins für Lübeckische Geschichte und Altertumskunde. M. Schmidt-Römhild, 1911, S. 234 (google.com [abgerufen am 8. Dezember 2023]).
13. ↑  Zeitschrift der Gesellschaft für Schleswig-Holsteinische Geschichte. Commission-Verlag der Universitätsbuchhandlung, 1908, S. 176 (google.com [abgerufen am 8. Dezember 2023]).
14. ↑  Nordalbingische Studien: neues Archiv der Schleswig-Holstein-Lauenburgischen Gesellschaft für Vaterländische Geschichte. 1846, S. 202 (google.com [abgerufen am 8. Dezember 2023]).
15. ↑  Ernst-Adolf Meinert: Die Hospitäler Holsteins im Mittelalter: ein Beitrag zur mittelalterlichen Stadtgeschichte. Wachholtz, 1997, ISBN 978-3-529-02207-4, S. 154 (google.com [abgerufen am 8. Dezember 2023]).
16. ↑  Georg Hille: Registrum König Christian des Ersten. Univ.-Buchh., 1875, S. XLIV (google.com [abgerufen am 8. Dezember 2023]).
17. ↑  Jürgen Vogler: Ostholstein gestern: 100 Geschichten über Land und Leute. Books on Demand, 2016, ISBN 978-3-7392-6924-5, S. 23 (google.com [abgerufen am 8. Dezember 2023]).
18. ↑  Gesellschaft für Schleswig-Holsteinische Geschichte: Zeitschrift der Gesellschaft für Schleswig-Holsteinische Geschichte. K. Wachholtz, 1900, S. 95, 154 (google.com [abgerufen am 8. Dezember 2023]).
19. ↑  Johannes von Schrödèr: Topographie des Herzogthums Holstein, des Fürstenthums Lübeck und der freien und Hanse-Städte Hamburg und Lübeck: A - H. C. Fränckel, 1841, S. 92 (google.com [abgerufen am 8. Dezember 2023]).
20. ↑  Archiv für Geschichte, Statistik, Kunde der Verwaltung und Landesrechte der Herzogthümer Schleswig, Holstein und Lauenburg. Schröder, 1845, S. 124 (google.com [abgerufen am 8. Dezember 2023]).
21. ↑  Johann Friedrich Kratzsch: Neuestes und gründlichste alphabetisches Lexicon der sämtlichen Ortschaften der deutschen Bundesstaaten. Berlag Von Eduard Zimmermann, 1845, S. 53 (google.com [abgerufen am 8. Dezember 2023]).
22. ↑  Uwe Danker: "Ausländereinsatz in der Nordmark": Zwangsarbeitende in Schleswig Holstein 1939-1945. Verlag für Regionalgeschichte, 2001, ISBN 978-3-89534-385-8, S. 143 (google.com [abgerufen am 8. Dezember 2023]).
23. ↑  Walter K. Ehlers: Grömitz, das Bad der Sonnenseite, Ostholstein: Vergangenheit und Gegenwart. Gemeinde Grömitz, 1972, S. 182 (google.com [abgerufen am 8. Dezember 2023]).
24. ↑  Bruton Abbey: Two Cartularies of the Augustinian Priory of Bruton and the Cluniac Priory of Montacute in the County of Somerset. subscribers only, 1894, S. 279 (google.com [abgerufen am 8. Dezember 2023]).